# (50866) Davidesprizzi
(50866) Davidesprizzi est un astéroïde de la ceinture principale.

## Description
(50866) Davidesprizzi est un astéroïde de la ceinture principale. Il fut découvert le 1er avril 2000 à Colleverde par Vincenzo Silvano Casulli. Il présente une orbite caractérisée par un demi-grand axe de 2,58 UA, une excentricité de 0,13 et une inclinaison de 13,4° par rapport à l'écliptique.

## Compléments